# Giovanni Stefano Ferrero
Giovanni Stefano Ferrero  (Biella, 5 de mayo de 1474 - Roma, 5 de octubre de 1510) fue un eclesiástico italiano. 

## Biografía
Hijo de Sebastiano Ferrero y Tomena Avogadro, señores de Gaglianico, estudió derecho canónico en la Universidad de Padua, fue auditor del Tribunal de la Rota en Roma, protonotario apostólico y abad in commendam de varios monasterios en Italia. 
Obispo coadjutor de Vercelli desde 1493 y titular de la misma sede desde 1499, el papa Alejandro VI le creó cardenal in pectore en el consistorio de septiembre de 1500, y en el de junio de 1502 hizo pública su creación, concediéndole el título de San Vitale, que después cambiaría por el de SS. Sergio y Baco. 
Promovido ese mismo año a arzobispo de Bolonia, participó en el cónclave de septiembre de 1503 en que fue elegido papa Pío III y en el de octubre del mismo año en que lo fue Julio II, fue camarlengo en 1506 y administrador de Ivrea desde que en 1509 la intercambió por la de Vercelli con su hermano Bonifacio. 
Fallecido en Roma en 1510 a los 36 años de edad, recibió sepultura en la Basílica de San Clemente, de donde posteriormente fue trasladado a la iglesia de San Sebastiano de Biella.